# Asbest in België: Vereniging van Asbestslachtoffers
Asbest in België: Vereniging van Asbestslachtoffers, in het Frans Association Belge des victime de l'amiante, of kortweg ABEVA is een Belgische vereniging voor asbestslachtoffers. De Nederlandse tegenhanger is het Instituut voor Asbestslachtoffers.
De aanzet werd gegeven door Luc Vandenbroucke (+1999) en Francois van Noorbeeck (+2000), beiden asbestslachtoffer die een proces aanspanden tegen Eternit. Uiteindelijk werd de vereniging in 2000 opgericht door familieleden van slachtoffers en sympathisanten.
De huidige voorzitters zijn Eric Jonckheere en Christine Bogaerts. Jonckheere overleed 13 december 2024 zelf aan asbestkanker.

## Doel en missie
De vereniging groepeert slachtoffers en streeft de volgende doelen na:
- een volledig verbod op gebruik van asbest
- uitbreiding van vorderingsmogelijkheden
- controle van asbestverwijdingsorganisaties
- rechtsbijstand aan slachtoffers.